# Francesco Melzi
Pour les articles homonymes, voir Melzi.
Ne doit pas être confondu avec Francesco Melzi d'Eril.
Francesco Melzi, né en 1491 ou 1492 à Milan et mort vers 1570 à Vaprio d'Adda, est un peintre italien de la Renaissance, élève et héritier de Léonard de Vinci.

## Biographie

### Le disciple de Léonard de Vinci

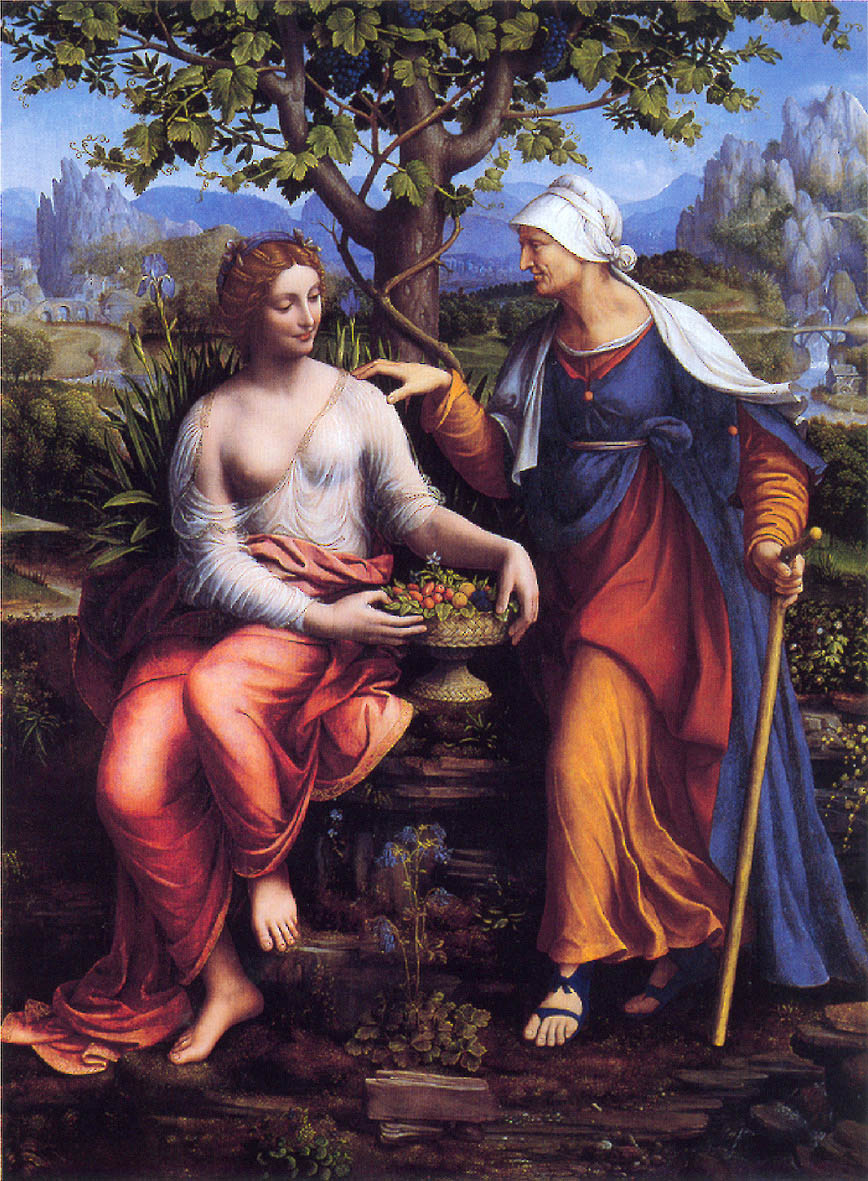
Vertumne et Pomone, 1518-1522, Gemäldegalerie, Berlin.

Giovanni Francesco Melzi est issu d’une famille de la noblesse milanaise. Son père est sénateur de Milan, et sert comme capitaine de l’armée de Louis XII. Il entre dans l’atelier de Léonard de Vinci vers 1508 et l’accompagne lorsqu’il est appelé à Rome par Julien de Medicis. Léonard note au début du carnet F: « Je quitte Milan pour Rome, le 24 septembre avec Giovanni Francesco (Melzi), Salaï, Lorenzo et Fanfoia. ».
Léonard est aussi invité dans la propriété familiale, la villa Melzi, à Vaprio d'Adda. Il y réfléchit à des travaux d‘agrandissement, comme le montrent les croquis 225 r-a et 283 r-e du Codex Atlanticus, que l'on date de 1513.
Melzi suit Salaï, Léonard et son serviteur, Battista da Villanis en France en 1516. On sait par un document conservé dans les archives nationales qu’il reçoit du roi François Ier une pension de 800 écus pour deux années (1517 et 1518) : « A mes. Francisque de Melce, ytalien gentilhomme qui se tient avec le dit Me Lyenard, 800 ecus pour 2 ans. »
Le 2 mai 1519, Léonard meurt au Clos Lucé. Par son testament du 23 avril 1519, Melzi hérite de tous les livres, instruments et dessins du maître.
Il écrit également aux demi-frères de Léonard pour leur apprendre la nouvelle. Il reste un temps en France, puisqu’un document indique que, le 20 août 1519, il est toujours à Amboise, pensionné par le roi. Il retourne en Italie sans doute vers 1520 ou 1521.

### Le retour à Vaprio d’Adda

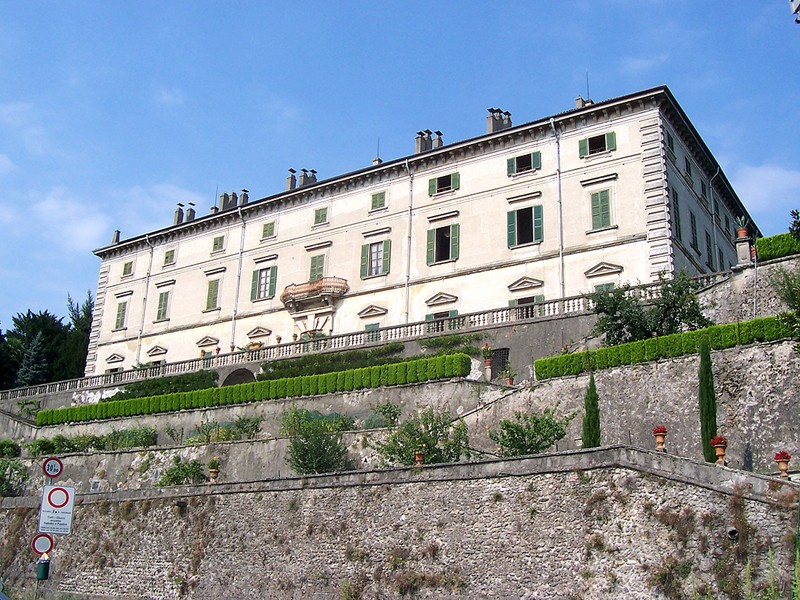
Villa Melzi à Vaprio d’Adda.

Melzi emporte avec lui les manuscrits de Léonard de Vinci, qu’il conserve dans la villa familiale, à Vaprio d’Adda. Il s’efforce alors de tirer de ces manuscrits le Traité de la peinture (Trattato della pittura) que Léonard avait projeté toute sa vie d’écrire. Pour cela, il les dote de sigles alphabétiques, note d’un petit cercle chacun des passages qui lui semblent susceptibles d’y figurer, puis écrit « rien sur la peinture » sur les pages qu'il juge sans rapport avec son projet, et engage deux scribes pour les recopier. Ce travail, « très avancé, mais inachevé », entre à la Bibliothèque des ducs d’Urbino, puis au Vatican, lorsque celui-ci acquiert le duché en 1626 (sous la référence Codex Urbinas latinus 1270).
En 1523, Alberto Bendadeo écrit au duc d’Este que Melzi possède « tels de ses carnets qui traitent d’anatomie et maintes autres belles choses».
En 1566, Vasari rencontre Melzi : « Un bon nombre de ces feuillets d’anatomie humaine se trouvent chez messire Francesco Melzi, gentilhomme milanais qui du temps de Léonard était un bel adolescent, très cher au maître, et aujourd’hui un noble et beau vieillard. »
Melzi meurt en 1570, laissant un fils, Orazio, né de son mariage avec Angiola Landriani, qui dispersera les manuscrits de Léonard, principalement acquis par Pompeo Leoni.

## Œuvres

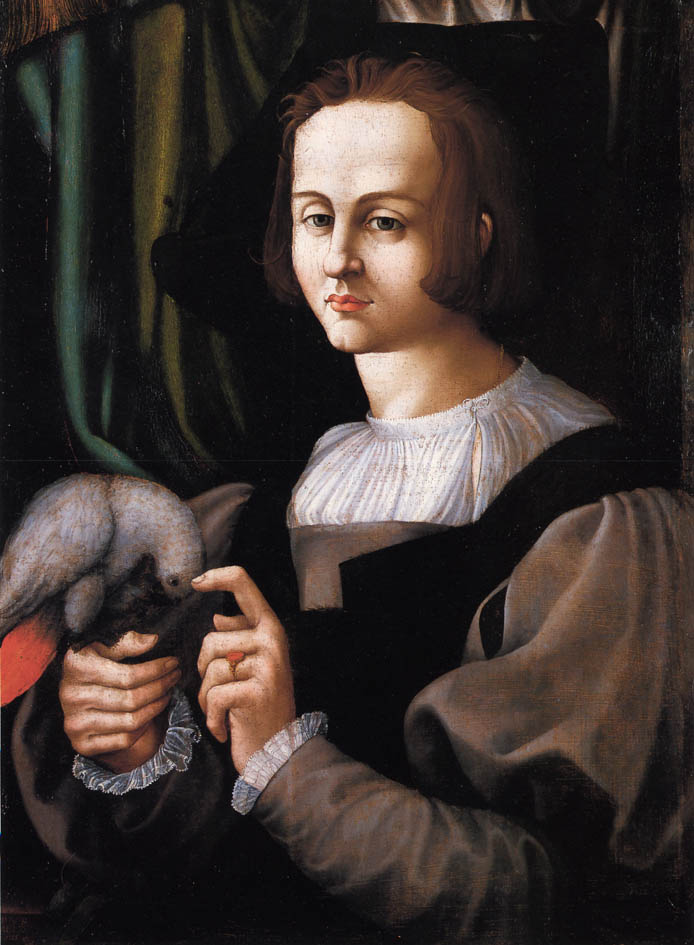
Le Jeune Homme au perroquet, 1525, collection Gallarati Scotti, Milan.

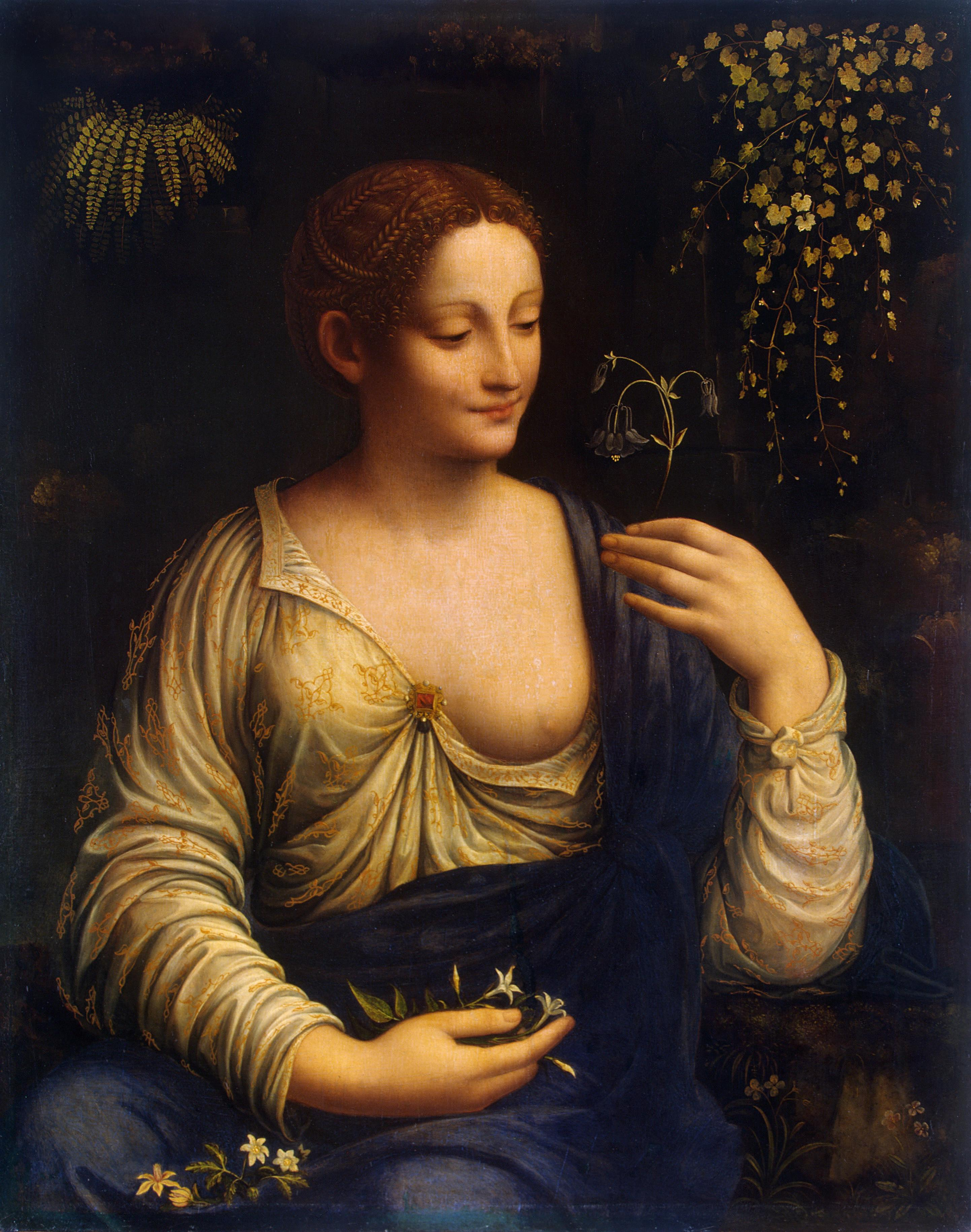
Flore, musée de l'Ermitage, Saint-Pétersbourg.

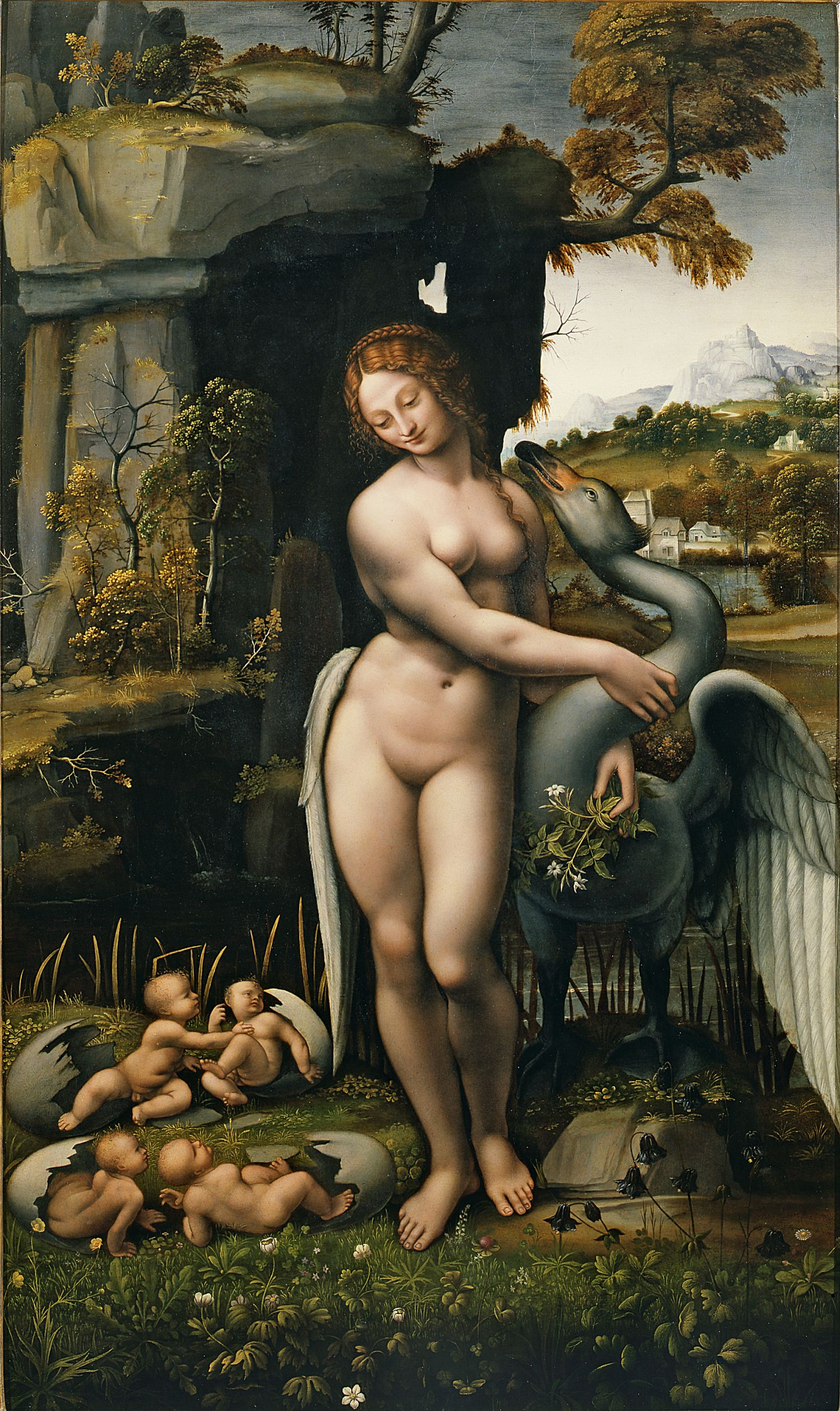
Léda et le Cygne, vers 1505-1507,
musée des Offices, Florence.

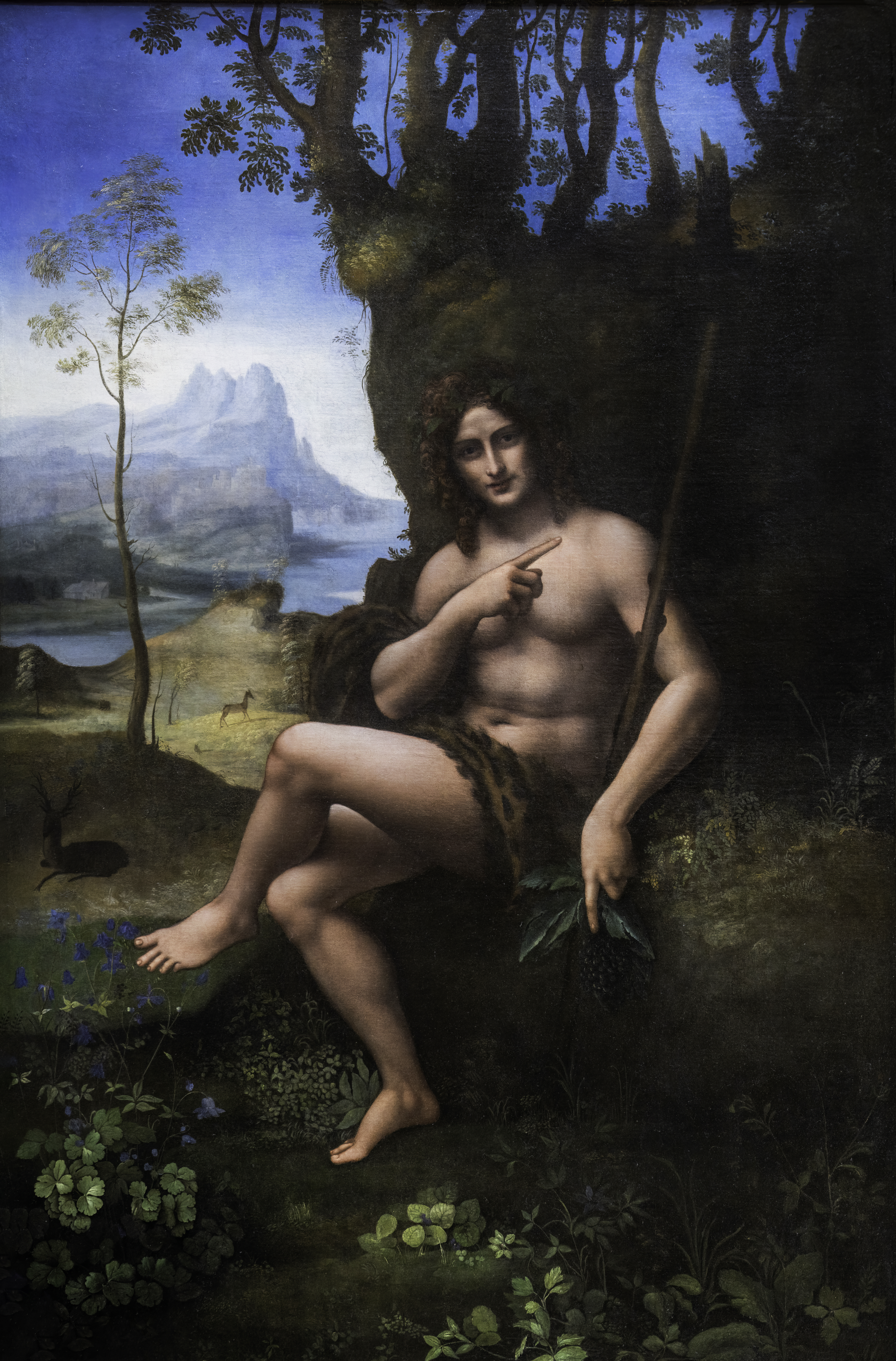
Saint Jean-Baptiste retouché en Bacchus, 1517-1520, musée du Louvre.

Le corpus des peintures de Melzi est particulièrement difficile à reconstituer, faute de documents. Wilhelm Suida, lui attribue trois tableaux, le Jeune homme au perroquet de la collection Gallarati Scotti, le Vertumne et Pomone du Staatliche Museum, Gemäldegalerie de Berlin, et la Flore du musée de l’Ermitage à Saint-Pétersbourg.

### Le Jeune Homme au perroquet, collection Gallarati Scotti,Milan
C’est le seul tableau de Melzi qui soit à la fois signé et daté de 1525.

### Vertumne et Pomone, Staatliche Museum de Berlin, Gemäldegalerie, Berlin
Huile sur bois, 1518-1522, 185 × 134 cm.
Giovanni Paolo Lomazzo parle bien d’une Pomone peinte par Léonard de Vinci, mais sa description, « par Léonard, la riante Pomone, dont un côté est couvert de trois voiles, ce qui est très difficile dans cet art » (Di Leonardo è la ridente Pomona da una parte coperta da tre veli che è cosa difficilissima in quest' arte) ne correspond pas au tableau de Berlin.
La représentation de l’orme et de la vigne par Melzi est fidèle au mythe, tel que le rapporte Ovide dans les Métamorphoses. Vertumne séduit la nymphe solitaire Pomone, en prenant les traits d’une vieille femme, et se sert d’un orme auquel des grappes de vigne « faisaient une éclatante parure » pour lui vanter les vertus de l’amour.

### Flore, musée de l'Ermitage, Saint-Pétersbourg
Huile sur bois transposée sur toile, 76 × 53 cm.
Abraham Bosse cite une Flore attribuée à Léonard de Vinci parmi les collections de Marie de Médicis. C’est sans doute le même tableau que celui de Saint-Pétersbourg. Flore est la divinité des fleurs et du printemps. Le tableau est aussi appelé Colombine à cause de la fleur d’ancolie (colombine signifiant ancolie en anglais), symbole de fertilité, que le personnage tient entre ses mains.
L'œuvre apparaît sur la pochette de l'album Gli amori son finestre du chanteur italien Mango.

### Autres attributions

#### Léda et le Cygne,musée des Offices,Florence
Huile et résine sur bois, vers 1505-1507, 130 × 77,5 cm.
Léda et le Cygne est une peinture attribuée à Francesco Melzi, datable de 1505 à 1507 environ et conservé au musée des Offices de Florence. C'est l'une des meilleures copies de la Léda perdue de Léonard de Vinci. L'œuvre provient probablement de la collection Gualtieri del Aquila et, après divers événements, est arrivée à la Galerie des Offices en 1989 grâce à la collection Spiridon. Avec la version de la Galerie Borghèse à Rome et celle de Wilton House près de Salisbury, elle est considérée comme l’œuvre la plus proche de l’original perdu de Léonard.

#### Saint Jean-Baptiste, dit aussiBacchus,musée du Louvre
Huile sur bois transposée sur toile, 1517-1520, 1,77 × 1,15 cm.
Dans l’inventaire des biens d'un autre élève de Léonard, Gian Giacomo Caprotti, dit Salaï, rédigé en 1525, sont listées des copies d’après des créations du maître, dont un tableau d’un « grand saint Jean » qui pourrait être une version de la composition du Saint Jean-Baptiste du musée du Louvre. Ce tableau est mentionné pour la première fois en 1625 par Cassiano dal Pozzo au Château de Fontainebleau, comme une œuvre de Léonard de Vinci. Mais après sa restauration en 2019, le musée du Louvre a attribué le tableau à Melzi, plutôt qu'à Salaï héritier des seuls tableaux de la main de Léonard, en rapprochant plusieurs détails, comme les fleurs de la prairie, le paysage en arrière plan ou le corps du saint, du Vertumne et Pomone de la Gemäldegalerie, et en estimant qu'il aurait été peint plus tardivement, vers 1517-1520 pour François Ier. À la fin du XVIIe siècle il a été transformé en Bacchus par l’ajout d'une couronne de lierre, d'une grappe de raisin et la modification de la croix en thyrse.

### Vaprio d'Adda
Il existe une fresque inconnue, jamais photographiée, d'environ 2m x 2m, située dans une salle du premier étage de la Villa Melzi (Vierge à l'enfant, en portraits) de la main de Francesco dont le traitement est sous forte influence de Léonard, sinon en partie de la main même du Vinci. Cette influence se retrouve surtout dans le graphisme très « ondulatoire » des mèches de cheveux de la Sainte Vierge et que l'on retrouve dans tous les dessins du maître toscan. Cette peinture a été révélée par Cyril de La Patellière.

### Dessins

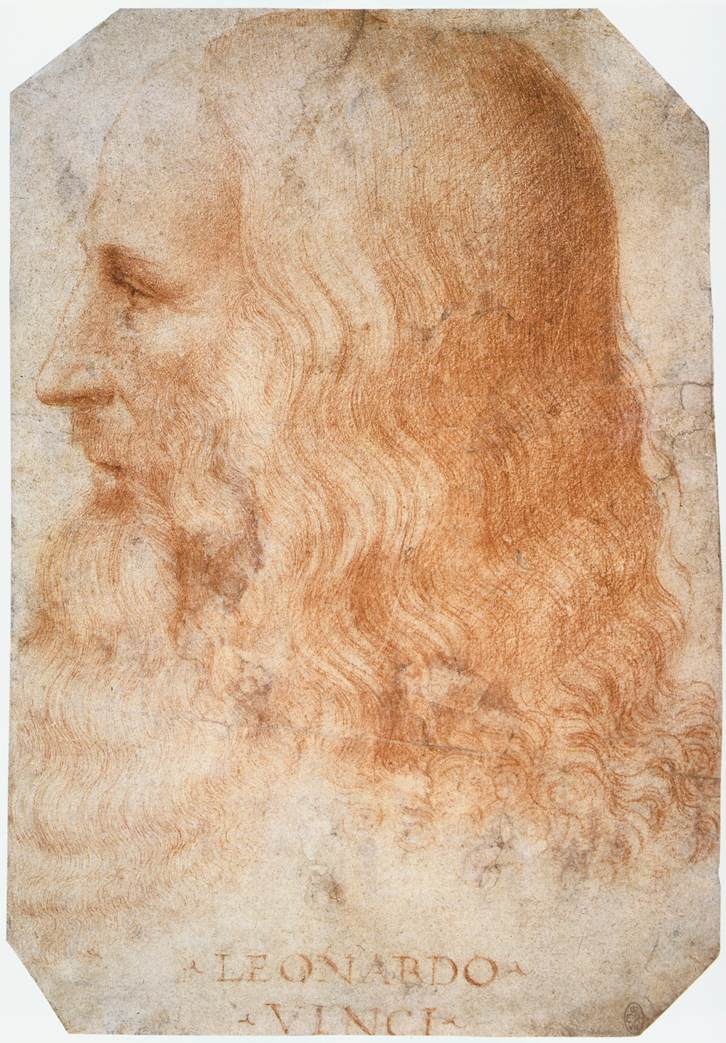
Portrait de Leonard de Vinci, vers 1515, collections royales britanniques.

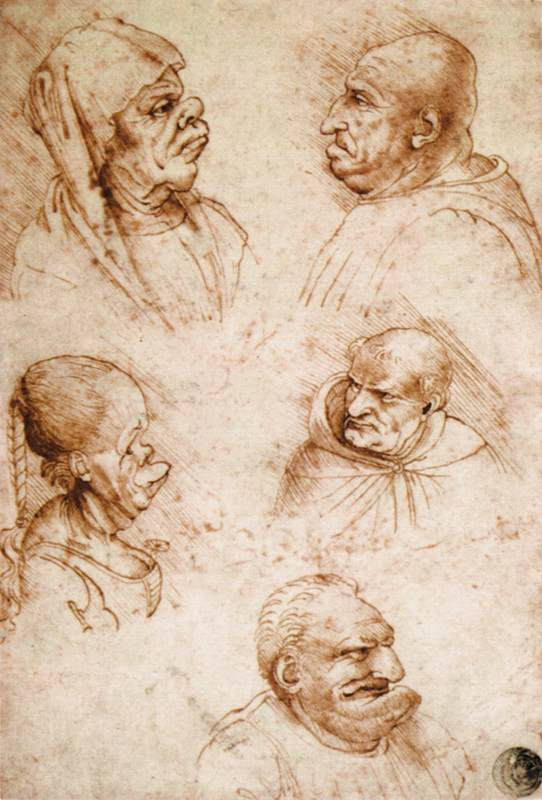
Cinq têtes grotesques, vers 1515.

Le seul dessin autographe de Melzi est une sanguine, Tête de Vieil homme, conservée à la pinacothèque Ambrosienne, signée et datée du 14 août 1510. D’après Martin Kemp et Michaël Kwakkelstein, Melzi a pris comme modèle un buste aujourd’hui perdu de Giovanni Francesco Rustici, une ébauche de son Lévite chauve de la Prédication de saint Jean-Baptiste, 1509, réalisée pour le baptistère de Florence. Plusieurs autres dessins lui sont attribués.
- Tête de Vieil homme, 1510, pinacothèque ambrosienne[15].
- Autoportrait, vers 1510, aquarelle, musée Bonnat, Bayonne.
- Deux têtes grotesques, crayon et encre brune, vers 1510, 4,5 × 9,9 cm, National Gallery of Art, Washington.
- Cinq têtes grotesques, vers 1515.
- 29 dessins des collections royales britanniques, Château de Windsor, dont : 
  - Portrait de Léonard de Vinci de profil, sanguine, vers 1515-1518, 27,5 × 19 cm ;
  - Le château d'Amboise vu du Sud, sanguine, vers 1516-1519, 13,3 × 26,3 cm ;
  - Cinq têtes grotesques et trois têtes d'homme de profil, crayon et encre sur sanguine, vers 1510-1520, 21,8 × 15,3 cm ;
  - Buste d'une Vieille femme grotesque, sanguine, vers 1510-1520, 17,2 × 14,3 cm.
- Sept caricatures.